# レハン・ナウファル・クシャルヤント
レハン・ナウファル・クシャルヤント（英語: Rehan Naufal Kusharjanto、2000年2月28日 - ）は、インドネシアの男子バドミントン選手。2017年の混合ダブルスアジアジュニア王者。

## 経歴
2017年のアジアジュニア選手権では、混合ダブルスのシティ・ファディア・シルバ・ラマダンティとのペアで優勝。
シニアレベルからは、混合ダブルスでリサ・アユ・クスマワティとペアを組み、2022年のハイロ・オープンで優勝するなどして、BWF世界ランキングは最高で10位まで到達した。
2025年からは、グロリア・エマニュエル・ウィジャヤとペアを組む。